# Alen Panov
Alen Panov (Beregszász, 1978. február 14. –) diplomata, ügyvéd, közéleti személyiség, professzor és az Ungvári Nemzeti Egyetem Nemzetközi Politikai Tanszékének vezetője.
Az Ungvári Nemzeti Egyetemen szerzett jogi mesterdiplomát és történelemtudományi doktori címet.   Pályafutását iskolai tanárként és egyetemi oktatóként kezdte. 1999-től állandó országos képviselő (misszióvezető) a  Kárpátok Eurorégióban  – az első nemzetközi regionális szervezet a kelet-európai posztszocialista országokban, amely 23 régiót foglal össze Magyarországról, Lengyelországból, Romániából, Szlovákiából, Ukrajnából. 2002-ben Ungvár alpolgármestere lett. 2006 óta Ukrajna magyarországi konzulja, nyíregyházi székhellyel.   Diplomáciai kiküldetése során megnyerte az ukrán állampolgárok helyi határforgalmának korlátozására irányuló pert magyar bíróságon. Ez volt az első precedens Ukrajna és az EU konzuli gyakorlatában, amelyet később az Európai Unió Bírósága is megerősített.        
2010 óta az Ungvári Nemzeti Egyetem Nemzetközi Politika Tanszékének professzora és vezetője, 16 monográfia és könyvszerzője. A Magyar Tudományos Akadémia Tagozatának külföldi tagja. 2011-től a Kárpátaljai Igazgatóság Ukrán Diplomaták Szakszervezetének elnöke.   Az ungvári Mária Terézia Kerttér ötletgazdája és alapítója, amely Ukrajna első privát kerttere volt.  Az Ungvári Reneszánsz koncepció szerzője, amely a történelmi Várhegyen ókori kúriákat állít helyre. 

## Fordítás
Ez a szócikk részben vagy egészben  az   Alen Panov című angol Wikipédia-szócikk ezen változatának fordításán alapul.  Az eredeti cikk szerkesztőit annak laptörténete sorolja fel. Ez a jelzés csupán a megfogalmazás eredetét és a szerzői jogokat jelzi, nem szolgál a cikkben szereplő információk forrásmegjelöléseként.